# Markus Eibegger
Markus Eibegger (Knittelfeld, 16 ottobre 1984) è un ex ciclista su strada austriaco, attivo tra gli Elite UCI dal 2007 al 2018.

## Palmarès
- 2002 (Juniores)

1ª tappa Internationale 3-Etappen-Rundfahrt
- 2005

Classifica generale Steiermark-Rundfahrt
Campionati austriaci, Prova a cronometro Under-23
Campionati austriaci, Prova in linea Under-23
- 2006

Salzkammergut-Giro
Classifica generale Grand Prix Tell
3ª tappa Internationale Friedens- und Freundschaftstour (Voitsdorf > Hinterstoder)
Classifica generale Internationale Friedens- und Freundschaftstour
- 2007 (ELK Haus-Simplon, sette vittorie)

Grand Prix Steiermark
1ª tappa Steiermark Rundfahrt (Graz > Graz)
2ª tappa Steiermark Rundfahrt (Deutschlandsberg > Deutschlandsberg)
4ª tappa Steiermark Rundfahrt
Classifica generale Steiermark Rundfahrt
Salzkammergut-Giro
Burgenland Rundfahrt
- 2008 (ELK Haus-Simplon, sei vittorie)

3ª tappa Steiermark Rundfahrt (Neuberg an der Mürz > Neuberg an der Mürz)
4ª tappa Steiermark Rundfahrt (Lassing > Liezen)
5ª tappa Steiermark Rundfahrt (Knittelfeld > Knittelfeld)
Classifica generale Steiermark Rundfahrt
2ª tappa ARBÖ-Raiba ÖBV Radsporttage
Burgenland Rundfahrt
- 2009 (ELK Haus-Simplon, cinque vittorie)

3ª tappa Istrian Spring Trophy (Orsera > Montona)
Grand Prix Steiermark
2ª tappa Bayern Rundfahrt (Mühldorf am Inn > Ruhpolding)
Internationale Raiffeisen Grand Prix
Campionati austriaci, Prova in linea Elite
- 2011 (Tabriz Petrochemical Team, tre vittorie)

3ª tappa Tour de Taiwan (Taoyuan > Daxi)
Classifica generale Tour de Taiwan
3ª tappa Oberösterreich Rundfahrt
- 2012 (RC Arbö-Wels-Gourmetfein, tre vittorie)

2ª tappa Istrian Spring Trophy (Orsera > Montona)
Classifica generale Istrian Spring Trophy
2ª tappa Internationaler Radsporttage Erlauftal (Purgstall an der Erlauf > Purgstall an der Erlauf)
- 2013 (Gourmetfein-Simplon, due vittorie)

2ª tappa Sibiu Cycling Tour (Sibiu > Păltiniș)
3ª tappa Internationaler Radsporttage Erlauftal (Purgstall an der Erlauf > Purgstall an der Erlauf)
- 2014 (Synergy Baku, due vittorie)

4ª tappa Tour de Bretagne (Jugon-les-Lacs > Fouesnant)
6ª tappa An Post Rás (Clonakilty > Carrick-on-Suir)
- 2015 (Synergy Baku, due vittorie)

2ª tappa Istrian Spring Trophy (Orsera > Montona)
Classifica generale Istrian Spring Trophy
- 2016 (Felbermayr-Simplon Wels, cinque vittorie)

1ª tappa Istrian Spring Trophy (Parenzo > Albona)
Classifica generale Tour d'Azerbaïdjan
3ª tappa Okolo Slovenska (Štrbské Pleso > Zuberec)
3ª tappa Oberösterreich Rundfahrt (Stocker > Ulrichsberg)
2ª tappa Internationaler Radsporttage Erlauftal

### Altri successi
- 2006 (Dilettanti)

Lavanttaler Radsporttage
- 2007 (ELK Haus-Simplon)

Wien-Lassnitzhöhe
Tchibo Cup
Giro di Festina Schwanenstadt
Völkermarkter Radsporttage
- 2008 (ELK Haus-Simplon)

Classifica generale Internationale 3-Länder Tour Linz–Passau–Budweis
- 2009 (ELK Haus-Simplon)

Wien-Lassnitzhöhe
Völkermarkter Radsporttage
2ª tappa Internationale 3-Länder Tour Linz–Passau–Budweis (Traun > Traun)
3ª tappa Internationale 3-Länder Tour Linz–Passau–Budweis (Bad Leonfelden > Bad Leonfelden)
- 2012 (RC Arbö-Wels-Gourmetfein)

Criterium Braunau
1ª tappa Tour of Szeklerland (cronosquadre)
- 2013 (Gourmetfein-Simplon)

Welser Innenstadt
- 2014 (Synergy Baku)

Classifica scalatori An Post Rás
- 2016 (Felbermayr-Simplon Wels)

Classifica a punti Oberösterreich Rundfahrt
Criterium Schwaz
- 2018 (Felbermayr-Simplon Wels)

Leonding Internationales Eröffnungsrennen

## Piazzamenti

### Grandi Giri
- Giro d'Italia

2010: 48º
- Tour de France

2010: ritirato (9ª tappa)

### Competizioni mondiali
- Campionati mondiali

Lisbona 2001 - In linea Junior: 22º
Zolder 2002 - In linea Junior: 29º
Verona 2004 - In linea Under-23: 48º
Madrid 2005 - In linea Under-23: 86º
Toscana 2013 - Cronosquadre: 32º
Toscana 2013 - In linea Elite: ritirato

### Competizioni europee
- Campionati europei

Otepää 2004 - In linea Under-23: 21º
Mosca 2005 - In linea Under-23: 66º
Herning 2017 - In linea Elite: 65º